# Junio de 1976 (Polonia)
Junio de 1976 (polaco: Czerwiec 1976) - es el nombre que se dio a una serie de manifestaciones de los obreros en República Popular de Polonia. Las principales manifestaciones tuvieron lugar en Radom, Ursus y Płock; la principal causa de las mismas era la decisión del gobierno sobre el incremento de los precios.
Las protestas fueron sofocadas brutalmente por el gobierno utilizando tanques y helicópteros, pero el plan para el aumento de precios fue archivado; El líder polaco Edward Gierek dio marcha atrás y destituyó al primer ministro Piotr Jaroszewicz. Esto dejó al gobierno pareciendo a la vez económicamente tonto y políticamente débil, una combinación muy peligrosa. Tras las represiones del gobierno contra los obreros se fundó el Comité de Defensa de los Obreros.

## Antecedentes

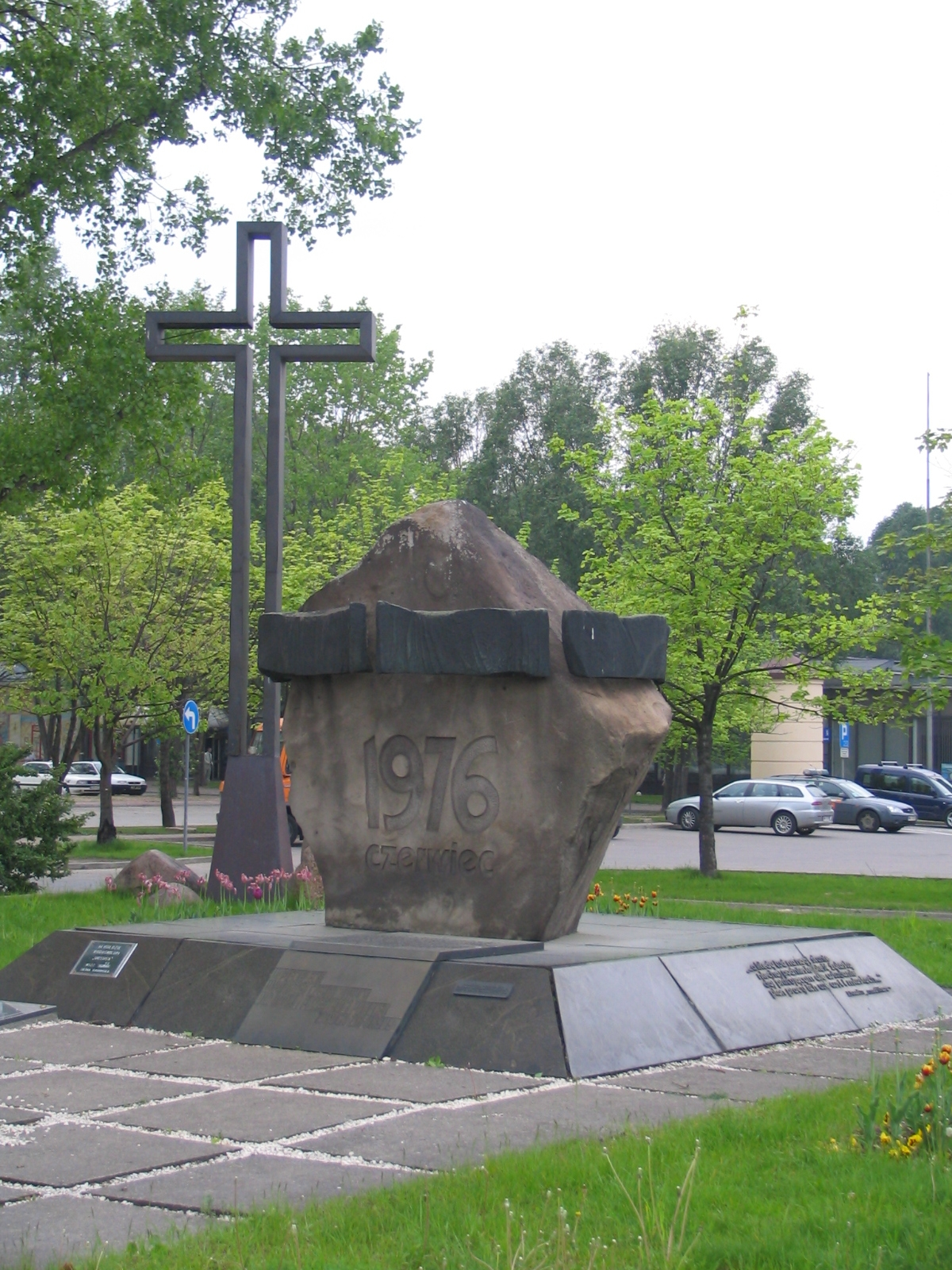
El monumento a Junio 1976 en Varsovia, diseñado por Leszek Nadstawny

Durante la VII reunión del Partido Obrero Unificado Polaco, en diciembre de 1975, el secretario general Edward Gierek, reconociendo el mal estado de la economía polaca, afirmó que:
"...los problemas de estructura de precios de los productos alimenticios básicos necesita más análisis".
Esta declaración fue un anuncio informal del aumento planificado de los precios de los alimentos, que se habían mantenido artificialmente en los niveles establecidos en 1971, y cuyo aumento era necesario por razones económicas. Sin embargo, el gobierno comunista de Polonia quería preparar a los ciudadanos para los cambios y, por lo tanto, se inició una campaña de propaganda masiva en los medios de comunicación. Se afirma que el gobierno de la Unión Soviética se opuso a los planes.